# Mensamontia
Mensamontia is een geslacht van hooiwagens uit de familie Triaenonychidae.
De wetenschappelijke naam Mensamontia is voor het eerst geldig gepubliceerd door Lawrence in 1931. 

## Soorten
Mensamontia omvat de volgende 2 soorten:
- Mensamontia melanophora
- Mensamontia morulifera